# Pierre Gagnière
Ne doit pas être confondu avec Pierre Gagnaire.
Pierre Gagnière est un religieux et homme politique français né le 20 novembre 1745 à Saint-Étienne (Loire) et décédé le 10 avril 1832 à Saint-Barthélemy-Lestra (Loire).
Curé de Saint-Cyr-les-Vignes, il est député du clergé aux États généraux de 1789 pour le bailliage du Forez. Il émigre après la session en 1791.

## Sources
- « Pierre Gagnière », dans Adolphe Robert et Gaston Cougny, Dictionnaire des parlementaires français, Edgar Bourloton, 1889-1891 [détail de l’édition]